# Sextant Bris

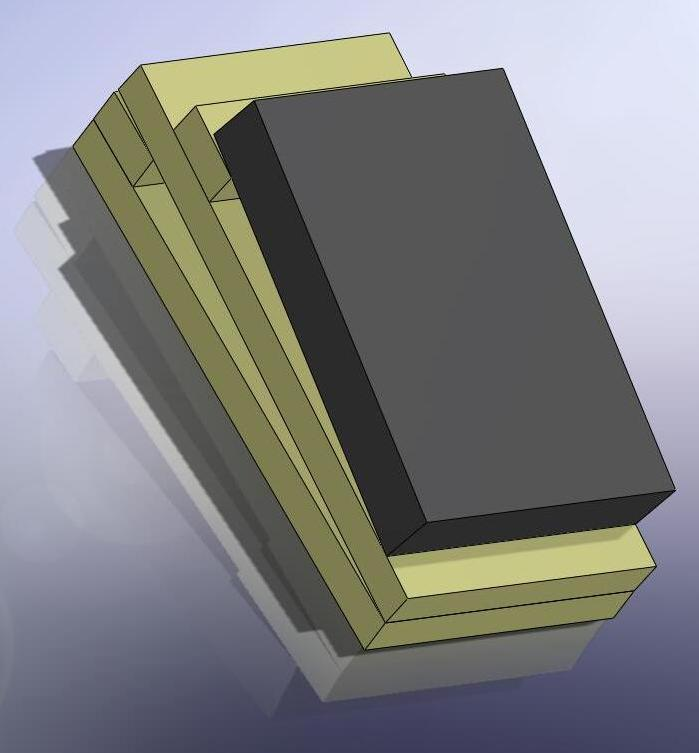
Minisextant Bris

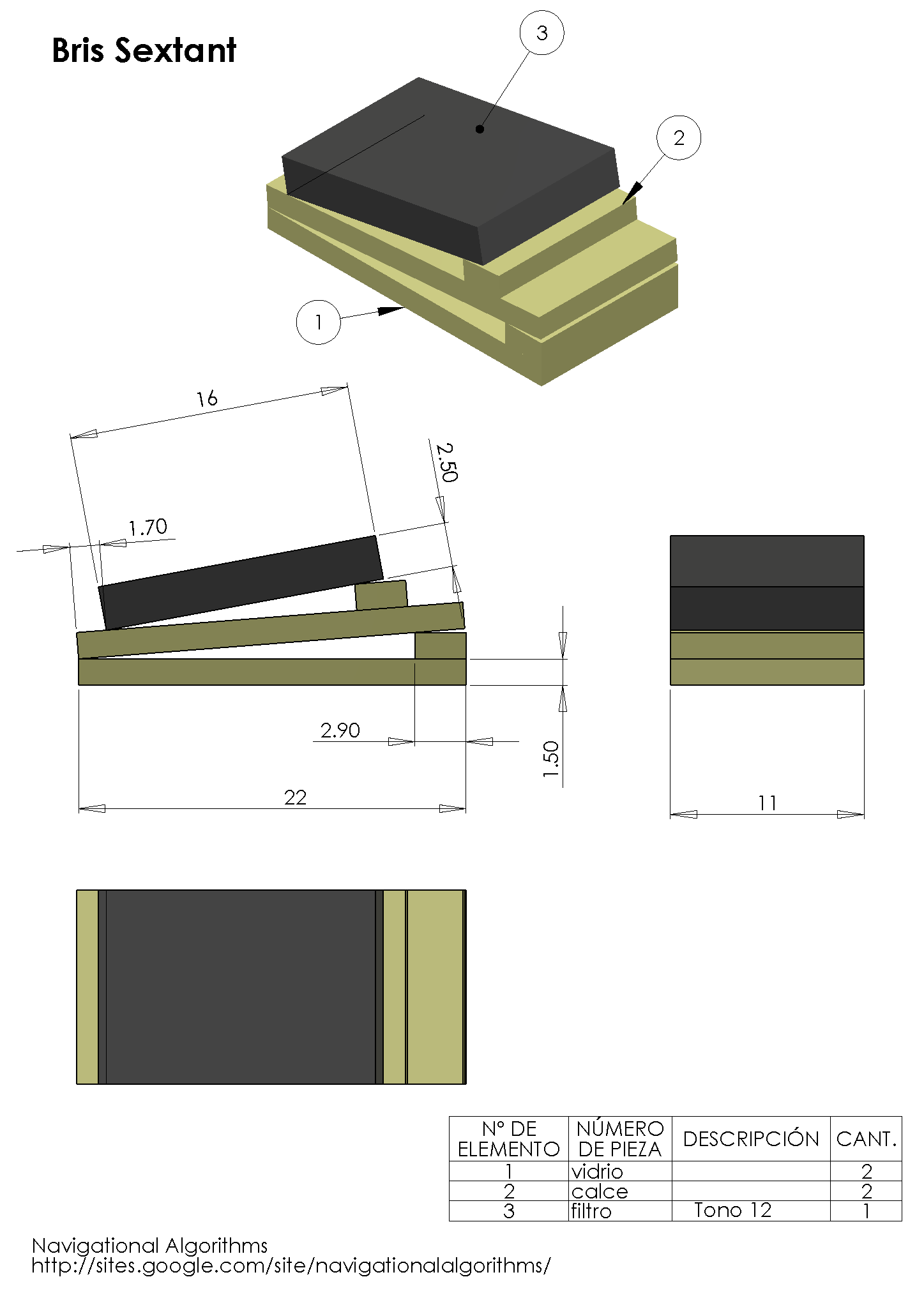
Plànol de construcció d'un sextant Bris

Un sextant Bris o minisextant Bris no és pròpiament un sextant, és un petit dispositiu de mesura d'angles usat en navegació astronòmica.
Fàcil de fabricar a un baix cost, serveix com a instrument de precisió per a calcular la posició d'acord amb observacions del Sol; pot ser per això un bon sistema de reserva en cas de fallada del GPS. També serveix com a "joguina" educativa als interessats a aprendre i practicar navegació astronòmica.
L'inventor del sextant Bris és Sven Yrvind (Lundin), que el va desenvolupar com a part d'un projecte de recerca d'un aparell de baix cost i tecnologia que pogués usar-se en els viatges transoceànics. Està fet de dues estretes peces planes de vidre, (portaobjectes de microscopi), muntades de manera rígida i permanentment en forma de V a un tercer tros de vidre pla amb filtre solar per protegir l'ull.

## Funcionament
En mirar el Sol a través del "mini sextant", per reflexió, el seu disc es divideix en vuit imatges partides, tres d'aquestes més brillants que les altres cinc.
En l'instant en què el limbe d'aquestes imatges toca l'horitzó es produeix en un angle donat. Per conèixer l'altura associada a cada imatge en aquest instant, el sextant Bris s'ha calibrar en una posició geogràfica coneguda amb un bon rellotge i un almanac nàutic:
- S'obtenen les coordenades (latitud i longitud) de la posició d'observació (amb un GPS, per exemple).
- Per a l'instant en què cada limbe de cada imatge reflectida toca l'horitzó, s'anota el temps UT1.
- De l'almanac nàutic, s'obté la declinació i l'angle horari en Greenwich del sol per aquests temps (Dec, GHA).
- L'alçada es calcula a partir de l'equació de la circumferència d'altures iguals:

```

  

    

      

        
s

        
i

        
n

        
H

        
o

        
=

        
s

        
i

        
n

        
L

        
a

        
t

        
∗

        
s

        
i

        
n

        
D

        
e

        
c

        
+

        
c

        
o

        
s

        
L

        
a

        
t

        
∗

        
c

        
o

        
s

        
D

        
e

        
c

        
∗

        
c

        
o

        
s

        
(

        
G

        
H

        
A

        
+

        
L

        
o

        
n

        
)

        

      

    

    
{\displaystyle sinHo=sinLat*sinDec+cosLat*cosDec*cos(GHA+Lon)\,}

  

```

D'aquesta manera es construeix un tauler, que és propi de cada sextant, que permetrà conèixer l'altura mesurada en qualsevol altra posició desconeguda, permetent així calcular pels mètodes de la navegació astronòmica. Un avantatge addicional és que no cal aplicar cap correcció a l'altura mesurada, ja que en el procés de calibratge s'han tingut en compte totes les correccions (error instrumental, refracció, paral·laxi, semidiàmetre, etc.).

## Etimologia
Bris ve del suec brisa. És també el nom utilitzat per Yrvind per a diverses de les seves embarcacions de vela.